# 爱新觉罗酒
爱新觉罗酒是法库出产的一种白酒，源于1635年，为庆祝皇太极改后金为大清开元，而成立的爱新觉罗家族酒坊“祖家坊烧锅”，专供清廷御酒。民国至1970年代因故停产，改革开放后大孤家子镇于1980年代初开办乡镇企业酒厂，依前贡酒配方生产白酒。酒厂几经改制、更名后由爱新觉罗后人接收，2002年改制成民企后再次易名。现产品以浓香型白酒为主，清香型白酒为辅。